# Efrat Gosz
Efrat Gosz (hebr. אפרת גוש) – izraelska piosenkarka. Tworzy muzykę autorską.

## Życiorys
Efrat Gosz urodziła się i wychowała w mieście Herclijja. Ma młodszego i starszego brata. W dzieciństwie uczęszczała do szkoły muzycznej Allon w Ramat ha-Szaron. Zajmowała się głównie muzyką jazzową. W tworzeniu swojej muzyki Efrat Gosz inspiruje się głównie Billie Holiday, Édith Piaf, Louisem Armstrongiem i Charliem Parkerem.

## Dyskografia
- 2005 Efrat Gosh «Efrat Gosh»
- 2007 The Forgiveness and me[2]
- 2010 Ah ah ah love «Ah ah ah ahava»